# David Mil'man
David Pinchusovič Mil'man (in russo Давид Пинхусович Мильман?; Čečel'nyk, 15 gennaio 1912 – Tel Aviv, 12 luglio 1982) è stato un matematico israeliano di origine sovietica, noto per i suoi contributi in analisi funzionale, tra i quali si trovano il teorema di Krein-Milman e il teorema di Milman-Pettis.
Milman ottenne il suo PhD alla Odessa University nel 1939, sotto la guida di Mark Krejn.